# 長豐線
長豐線（朝鲜语：／ Changp'ung sŏn */?）是朝鮮民主主義人民共和國的一條已停用的鐵道線路，站點為咸鏡南道的豐上站到長豐站。

## 路线概况
- 距离：
- 车站数：2
- 轨距：1435mm
- 电气化区间：无
- 复线区间：无